# 危險關係
《危險關係》是一本著名的法文書信體小說，最初於1782年發表，皮埃尔·肖代洛·德拉克洛原著。這個故事描述了在法國大革命前短暫的貴族政治，被視為是一部講述舊時代墮落的作品。在19世紀時，這本書被列為禁書；直到20世紀中葉前，仍然不被文學界所青睞。
由於故事的內容影射當時社會上的人士，加以故事中黑暗的情節有違時代社會道德，作者因而被捕下獄。然而小說中精采的情節，隨著時間的考驗，變成一部經典的故事，被多次改編成不同版本的電影、影集、舞台劇。

## 小說
故事的內容是講述梅黛夫人（Marquise de Merteuil）和凡爾蒙子爵（Vicomte de Valmont），兩位在情場可互相匹敵的朋友，利用性當作武器，去抵毀對方的名譽與地位。整個故事以兩人的書信往來所寫，故事中其他的角色也在書信中被提及，加深了故事的廣度。

## 主要角色
凡尔蒙子爵 (Vicomte de Valmont)
梅黛侯爵夫人 (Marquise de Merteuil)
图尔维夫人 (Madame de Tourvel)
当瑟尼骑士 (Chevalier Danceny)
塞西尔沃朗热小姐 (Cécile de Volanges)
沃朗热夫人 (Madame de Volanges)
阿索兰 (Azolan)

## 文學評論
瓦廉·楊格在1964年出版的一書中認爲：“大部分文學評論認為《危險關係》是有害的、危險的，因為《危險關係》是對放蕩主義一种精采或至少是中立的描述而無批評韃伐。差不多所有評論此書的都留意到書中表達之罪惡的報應只是冷漠。”楊格卻認為作者擁有如此驚人的文筆雖只作放蕩主義之分析已足夠對其形成批評而導致其式微。

## 改编作品
1. 1959年：Les Liaisons dangereuses，此版本將故事背景設定在1950年代末期的法國。由羅杰·瓦吉姆執導。
2. 1988年：《孽戀焚情》（Dangerous Liaisons），由史蒂芬·傅瑞爾（Stephen Frears）執導，由葛倫·克羅絲（Glenn Close），約翰·馬克維奇、蜜雪兒·菲佛、基努·李維、鄔瑪·舒曼主演，時代背景為18世紀的巴黎，以英語對白演出，片長119分鐘，12月6日美國上映。
3. 1989年：《孽戀》（Valmont，又譯作《凡爾蒙情史》、《最毒婦人心》）
4. 1999年：《危險性遊戲》（Cruel Intentions），由羅傑·高寶執導，莎拉·蜜雪兒·吉蘭、雷恩·菲利普、瑞絲·薇斯朋、塞瑪·布萊兒主演，時代背景為現代校園，此劇有《危險關係青春校園版》之稱，
5. 2003年：《危險關係》，電視影集，Josee Dayan導演，凱撒琳·丹尼芙、魯伯特·埃弗里特、娜妲莎·金斯基主演，片長超過270分鐘，背景移到1960年代，但在人物與重要劇情上，被認為與原著最為吻合。以法語對白演出[1]。
6. 2003年：《醜聞》（스캔들），韓國電影，李在容導演，由裴勇浚、李美淑、全道嬿主演。時代背景為十八世紀朝鮮王朝末期的朝鮮半島。
7. 2012年：《危险关系》，故事背景为1930年代的中国，韩国导演許秦豪执导[2]。
8. 2016年：《英國國家劇院現場：危險關係》(National Theatre Live: Les Liaisons Dangereuses)，錄影放映形式，Josie Rourke導演[3]。
9. 2018年：《偉大的誘惑者》（위대한 유혹자），韓國電視劇